# 미야모토 다쿠야 (1993년)
미야모토 다쿠야(일본어: 宮本 拓弥, 1993년 5월 21일 ~ )는 일본의 축구 선수이다.

## 구단 경력
그는 2016년부터 2023년까지 J리그의 미토 홀리호크, YSCC 요코하마, 후지에다 MYFC, AC 나가노 파르세이루, 반라우레 하치노헤에서 활동하였다.